# The Welcoming Hands
The Welcoming Hands est une œuvre de la sculptrice français Louise Bourgeois située à Paris, en France. Créée en 1996, elle est installée en 2000 dans les jardins des Tuileries. Il s'agit d'un ensemble de cinq sculptures en bronze représentant des mains et des bras.

## Description
L'œuvre prend la forme d'un ensemble de cinq sculptures de bronze représentant un ou plusieurs bras aux mains nouées ou les unes sur les autres. Chaque sculpture repose sur un socle de granit.

## Localisation
L'œuvre est installée dans les jardins des Tuileries sur la terrasse, près de la galerie du jeu de paume.

## Historique
The Welcoming Hands est créée en 1996. Elle est acquise en 2000 par l'État français et installée cette année-là dans les jardins des Tuileries.

## Artiste
Louise Bourgeois (née en 1911) est une sculptrice américaine.